# Gran Premio di superbike di Valencia 2009
Il Gran Premio di Superbike di Valencia 2009 è stata la terza prova su quattordici del campionato mondiale Superbike 2009, è stato disputato il 5 aprile sul circuito di Valencia e in gara 1 ha visto la vittoria di Noriyuki Haga davanti a Michel Fabrizio e Max Neukirchner, lo stesso pilota si è ripetuto anche in gara 2, davanti a Ben Spies e Michel Fabrizio.
La vittoria nella gara valevole per il campionato mondiale Supersport 2009 è stata ottenuta da Cal Crutchlow.

## Risultati

### Gara 1

#### Arrivati al traguardo[4]
| Pos. | Nº  | Pilota           | Squadra                  | Motocicletta         | Giri | Tempo     | Griglia | Punti |
| ---- | --- | ---------------- | ------------------------ | -------------------- | ---- | --------- | ------- | ----- |
| 1º   | 41  | Noriyuki Haga    | Ducati Xerox             | Ducati 1098R         | 23   | 36:44.766 | 3º      | 25    |
| 2º   | 84  | Michel Fabrizio  | Ducati Xerox             | Ducati 1098R         | 23   | +0:03.677 | 4º      | 20    |
| 3º   | 76  | Max Neukirchner  | Suzuki Alstare BRUX      | Suzuki GSX-R 1000 K9 | 23   | +0:03.959 | 6º      | 16    |
| 4º   | 55  | Régis Laconi     | DFX Corse                | Ducati 1098R         | 23   | +0:04.210 | 2º      | 13    |
| 5º   | 91  | Leon Haslam      | Stiggy Racing Honda      | Honda CBR1000RR      | 23   | +0:13.824 | 10º     | 11    |
| 6º   | 71  | Yukio Kagayama   | Suzuki Alstare BRUX      | Suzuki GSX-R 1000 K9 | 23   | +0:14.562 | 5º      | 10    |
| 7º   | 66  | Tom Sykes        | Yamaha WSB               | Yamaha YZF R1        | 23   | +0:15.155 | 17º     | 9     |
| 8º   | 3   | Max Biaggi       | Aprilia Racing           | Aprilia RSV4 Factory | 23   | +0:16.316 | 18º     | 8     |
| 9º   | 67  | Shane Byrne      | Sterilgarda              | Ducati 1098R         | 23   | +0:20.361 | 12º     | 7     |
| 10º  | 23  | Broc Parkes      | Kawasaki World Superbike | Kawasaki ZX 10R      | 23   | +0:23.878 | 13º     | 6     |
| 11º  | 121 | John Hopkins     | Stiggy Racing Honda      | Honda CBR1000RR      | 23   | +0:30.902 | 16º     | 5     |
| 12º  | 9   | Ryūichi Kiyonari | Ten Kate Honda Racing    | Honda CBR1000RR      | 23   | +0:31.298 | 9º      | 4     |
| 13º  | 111 | Rubén Xaus       | BMW Motorrad Motorsport  | BMW S1000 RR         | 23   | +0:32.660 | 19º     | 3     |
| 14º  | 100 | Makoto Tamada    | Kawasaki World Superbike | Kawasaki ZX 10R      | 23   | +0:42.156 | 24º     | 2     |
| 15º  | 33  | Tommy Hill       | Honda Althea Racing      | Honda CBR1000RR      | 23   | +0:43.040 | 22º     | 1     |
| 16º  | 31  | Karl Muggeridge  | Celani Race              | Suzuki GSX-R 1000 K9 | 23   | +0:45.204 | 23º     |       |
| 17º  | 86  | Ayrton Badovini  | PSG1-1 Corse             | Kawasaki ZX 10R      | 23   | +0:52.023 | 27º     |       |
| 18º  | 99  | Luca Scassa      | Team Pedercini           | Kawasaki ZX 10R      | 23   | +0:52.474 | 25º     |       |
| 19º  | 25  | David Salom      | Team Pedercini           | Kawasaki ZX 10R      | 23   | +0:55.775 | 21º     |       |
| 20º  | 15  | Matteo Baiocco   | PSG1-1 Corse             | Kawasaki ZX 10R      | 23   | +0:56.202 | 29º     |       |

#### Ritirati
| Nº | Pilota            | Squadra                    | Motocicletta         | Giri | Griglia |
| -- | ----------------- | -------------------------- | -------------------- | ---- | ------- |
| 7  | Carlos Checa      | HANNspree Ten Kate Honda   | Honda CBR1000RR      | 21   | 8º      |
| 94 | David Checa       | Yamaha France GMT 94 Ipone | Yamaha YZF R1        | 13   | 26º     |
| 24 | Brendan Roberts   | Guandalini Racing          | Ducati 1098R         | 12   | 15º     |
| 19 | Ben Spies         | Yamaha WSB                 | Yamaha YZF R1        | 9    | 1º      |
| 77 | Vittorio Iannuzzo | Squadra Corse Italia       | Honda CBR1000RR      | 9    | 28º     |
| 88 | Roland Resch      | TKR Suzuki Switzerland     | Suzuki GSX-R 1000 K9 | 6    | 30º     |
| 96 | Jakub Smrž        | Guandalini Racing          | Ducati 1098R         | 5    | 11º     |
| 11 | Troy Corser       | BMW Motorrad Motorsport    | BMW S1000 RR         | 1    | 14º     |
| 65 | Jonathan Rea      | HANNspree Ten Kate Honda   | Honda CBR1000RR      | 1    | 7º      |

### Gara 2

#### Arrivati al traguardo[5]
| Pos. | Nº  | Pilota            | Squadra                    | Motocicletta         | Giri | Tempo     | Griglia | Punti |
| ---- | --- | ----------------- | -------------------------- | -------------------- | ---- | --------- | ------- | ----- |
| 1º   | 41  | Noriyuki Haga     | Ducati Xerox               | Ducati 1098R         | 23   | 36:46.927 | 3º      | 25    |
| 2º   | 19  | Ben Spies         | Yamaha WSB                 | Yamaha YZF R1        | 23   | +0:05.105 | 1º      | 20    |
| 3º   | 84  | Michel Fabrizio   | Ducati Xerox               | Ducati 1098R         | 23   | +0:06.386 | 4º      | 16    |
| 4º   | 55  | Régis Laconi      | DFX Corse                  | Ducati 1098R         | 23   | +0:06.573 | 2º      | 13    |
| 5º   | 91  | Leon Haslam       | Stiggy Racing Honda        | Honda CBR1000RR      | 23   | +0:14.075 | 10º     | 11    |
| 6º   | 7   | Carlos Checa      | HANNspree Ten Kate Honda   | Honda CBR1000RR      | 23   | +0:17.333 | 8º      | 10    |
| 7º   | 76  | Max Neukirchner   | Suzuki Alstare BRUX        | Suzuki GSX-R 1000 K9 | 23   | +0:19.207 | 6º      | 9     |
| 8º   | 3   | Max Biaggi        | Aprilia Racing             | Aprilia RSV4 Factory | 23   | +0:20.697 | 18º     | 8     |
| 9º   | 9   | Ryūichi Kiyonari  | Ten Kate Honda Racing      | Honda CBR1000RR      | 23   | +0:21.015 | 9º      | 7     |
| 10º  | 66  | Tom Sykes         | Yamaha WSB                 | Yamaha YZF R1        | 23   | +0:22.581 | 17º     | 6     |
| 11º  | 67  | Shane Byrne       | Sterilgarda                | Ducati 1098R         | 23   | +0:22.604 | 12º     | 5     |
| 12º  | 121 | John Hopkins      | Stiggy Racing Honda        | Honda CBR1000RR      | 23   | +0:23.952 | 16º     | 4     |
| 13º  | 65  | Jonathan Rea      | HANNspree Ten Kate Honda   | Honda CBR1000RR      | 23   | +0:29.082 | 7º      | 3     |
| 14º  | 96  | Jakub Smrž        | Guandalini Racing          | Ducati 1098R         | 23   | +0:29.277 | 11º     | 2     |
| 15º  | 11  | Troy Corser       | BMW Motorrad Motorsport    | BMW S1000 RR         | 23   | +0:32.384 | 14º     | 1     |
| 16º  | 111 | Rubén Xaus        | BMW Motorrad Motorsport    | BMW S1000 RR         | 23   | +0:35.125 | 19º     |       |
| 17º  | 23  | Broc Parkes       | Kawasaki World Superbike   | Kawasaki ZX 10R      | 23   | +0:38.344 | 13º     |       |
| 18º  | 24  | Brendan Roberts   | Guandalini Racing          | Ducati 1098R         | 23   | +0:39.161 | 15º     |       |
| 19º  | 31  | Karl Muggeridge   | Celani Race                | Suzuki GSX-R 1000 K9 | 23   | +0:39.374 | 23º     |       |
| 20º  | 94  | David Checa       | Yamaha France GMT 94 Ipone | Yamaha YZF R1        | 23   | +0:49.904 | 26º     |       |
| 21º  | 25  | David Salom       | Team Pedercini             | Kawasaki ZX 10R      | 23   | +0:52.631 | 21º     |       |
| 22º  | 33  | Tommy Hill        | Honda Althea Racing        | Honda CBR1000RR      | 23   | +0:52.966 | 22º     |       |
| 23º  | 77  | Vittorio Iannuzzo | Squadra Corse Italia       | Honda CBR1000RR      | 23   | +0:53.196 | 28º     |       |
| 24º  | 99  | Luca Scassa       | Team Pedercini             | Kawasaki ZX 10R      | 23   | +0:53.491 | 25º     |       |
| 25º  | 88  | Roland Resch      | TKR Suzuki Switzerland     | Suzuki GSX-R 1000 K9 | 23   | +1:19.946 | 30º     |       |

#### Ritirati
| Nº  | Pilota          | Squadra                  | Motocicletta         | Giri | Griglia |
| --- | --------------- | ------------------------ | -------------------- | ---- | ------- |
| 71  | Yukio Kagayama  | Suzuki Alstare BRUX      | Suzuki GSX-R 1000 K9 | 21   | 5º      |
| 15  | Matteo Baiocco  | PSG1-1 Corse             | Kawasaki ZX 10R      | 20   | 29º     |
| 100 | Makoto Tamada   | Kawasaki World Superbike | Kawasaki ZX 10R      | 11   | 24º     |
| 86  | Ayrton Badovini | PSG1-1 Corse             | Kawasaki ZX 10R      | 7    | 27º     |

### Supersport

#### Arrivati al traguardo[3]
| Pos. | Nº  | Pilota             | Squadra                    | Motocicletta    | Giri | Tempo     | Griglia | Punti |
| ---- | --- | ------------------ | -------------------------- | --------------- | ---- | --------- | ------- | ----- |
| 1º   | 35  | Cal Crutchlow      | Yamaha World Supersport    | Yamaha YZF R6   | 23   | 38:15.613 | 1º      | 25    |
| 2º   | 13  | Anthony West       | Stiggy Racing Honda        | Honda CBR600RR  | 23   | + 0.171   | 3º      | 20    |
| 3º   | 54  | Kenan Sofuoğlu     | HANNspree Ten Kate Honda   | Honda CBR600RR  | 23   | + 8.408   | 11º     | 16    |
| 4º   | 8   | Mark Aitchison     | Honda Althea Racing        | Honda CBR600RR  | 23   | + 12.421  | 6º      | 13    |
| 5º   | 21  | Katsuaki Fujiwara  | Kawasaki Motocard.com      | Kawasaki ZX-6R  | 23   | + 16.529  | 4º      | 11    |
| 6º   | 14  | Matthieu Lagrive   | Honda Althea Racing        | Honda CBR600RR  | 23   | + 19.242  | 7º      | 10    |
| 7º   | 51  | Michele Pirro      | Yamaha Lorenzini by Leoni  | Yamaha YZF R6   | 23   | + 26.124  | 5º      | 9     |
| 8º   | 77  | Barry Veneman      | Hoegee Suzuki              | Suzuki GSX-R600 | 23   | + 34.525  | 12º     | 8     |
| 9º   | 50  | Eugene Laverty     | Parkalgar Honda            | Honda CBR600RR  | 23   | + 35.436  | 13º     | 7     |
| 10º  | 99  | Fabien Foret       | Yamaha World Supersport    | Yamaha YZF R6   | 23   | + 38.337  | 8º      | 6     |
| 11º  | 105 | Gianluca Vizziello | Stiggy Racing Honda        | Honda CBR600RR  | 23   | + 39.759  | 16º     | 5     |
| 12º  | 127 | Robbin Harms       | Veidec Racing RES Software | Honda CBR600RR  | 23   | + 39.970  | 10º     | 4     |
| 13º  | 1   | Andrew Pitt        | HANNspree Ten Kate Honda   | Honda CBR600RR  | 23   | + 50.532  | 9º      | 3     |
| 14º  | 55  | Massimo Roccoli    | Intermoto Czech            | Honda CBR600RR  | 23   | + 51.506  | 14º     | 2     |
| 15º  | 5   | Doni Tata Pradita  | YZF Yamaha                 | Yamaha YZF R6   | 23   | +1:02.755 | 18º     | 1     |
| 16º  | 7   | Patrik Vostárek    | Intermoto Czech            | Honda CBR600RR  | 23   | +1:12.275 | 23º     |       |
| 17º  | 28  | Arie Vos           | Veidec Racing RES Software | Honda CBR600RR  | 23   | +1:24.237 | 24º     |       |
| 18º  | 117 | Miguel Praia       | Parkalgar Honda            | Honda CBR600RR  | 23   | +1:31.250 | 19º     |       |
| 19º  | 26  | Joan Lascorz       | Kawasaki Motocard.com      | Kawasaki ZX-6R  | 22   | +1 giro   | 2º      |       |
| 20º  | 88  | Yannick Guerra     | Holiday Gym Racing         | Yamaha YZF R6   | 22   | +1 giro   | 27º     |       |
| 21º  | 32  | Fabrizio Lai       | Echo CRS Grand Prix        | Honda CBR600RR  | 18   | +5 giri   | 26º     |       |

#### Ritirati
| Nº | Pilota            | Squadra                    | Motocicletta        | Giri | Griglia |
| -- | ----------------- | -------------------------- | ------------------- | ---- | ------- |
| 78 | Shaun Geronimi    | Hoegee Suzuki              | Suzuki GSX-R600     | 18   | 28º     |
| 83 | Russell Holland   | Echo CRS Grand Prix        | Honda CBR600RR      | 15   | 20º     |
| 9  | Danilo Dell'Omo   | Kuja Racing                | Honda CBR600RR      | 14   | 22º     |
| 24 | Garry McCoy       | ParkinGO Triumph BE1       | Triumph Daytona 675 | 13   | 17º     |
| 69 | Gianluca Nannelli | ParkinGO Triumph BE1       | Triumph Daytona 675 | 11   | 15º     |
| 96 | Matěj Smrž        | MS Racing                  | Triumph Daytona 675 | 11   | 25º     |
| 30 | Jesco Günther     | RES Software Veidec Racing | Honda CBR600RR      | 4    | 21º     |